# Titularbistum Clazomenae
Clazomenae (ital.: Clazomene) ist ein Titularbistum der römisch-katholischen Kirche.
Es geht zurück auf einen untergegangenen Bischofssitz in der antiken Stadt Klazomenai, die in der römischen Provinz Asia (heute westliche Türkei) lag. Der Bischofssitz war der Kirchenprovinz Smyrna zugeordnet.
| Titularbischöfe von Clazomenae |                          |                                               |                  |                   |
| Nr.                            | Name                     | Amt                                           | von              | bis               |
| 1                              | Louis Piazzoli PIME      | Apostolischer Vikar von Hongkong (China)      | 11. Januar 1895  | 26. Dezember 1904 |
| 2                              | William Timothy Cotter   | Weihbischof in Portsmouth (Großbritannien)    | 14. Februar 1905 | 24. November 1910 |
| 3                              | Patrick Thomas Ryan      | Weihbischof in Pembroke (Kanada)              | 3. Mai 1912      | 5. August 1916    |
| 4                              | José Gregorio Castro OFM | Altbischof von Cuzco (Peru)                   | 1917             | 30. Januar 1924   |
| 5                              | Ernest Hauger SMA        | Apostolischer Vikar von Goldküste (Goldküste) | 16. Februar 1925 | 12. Oktober 1948  |
| 6                              | Robert Stephen Dehler CR | Apostolischer Vikar von Bermuda (Bermuda)     | 28. Januar 1956  | 26. August 1966   |